# جيمس بيرك (كاهن كاثوليكي)
جيمس بيرك (بالإنجليزية: James Burke)‏ هو كاهن كاثوليكي أمريكي، ولد في 30 نوفمبر 1926 في فيلادلفيا في الولايات المتحدة، وتوفي في 28 مايو 1994 في نيوارك في الولايات المتحدة.